# Анна (светица)
Вижте пояснителната страница за други значения на Анна.
Света Анна е сочена от традицията за майка на Богородица и баба на Иисус Христос. Свързвана е с именниците: Анна, Ана, Ани, Аника, Анка, Аница, Анче, Анушка, Анита, Анелия, Анета, Анабел, Вилиана, Ан, Ана-Мария.
Българската православна църква отбелязва нейната смърт (успението й) – на 25 юли, а зачатието й (забременяването й от св. Йоаким, смятан за потомък на рода на Аарон с Дева Мария, с което се явява баба на Исус Христос) на 9 декември. Народът нарича втория празник Янино или Анино зачатие, Аньовден, Анино въведение, Света Ана Каталина. Освен с майчинството денят се свързва и с обръщането на Слънцето на изток, към пролет.

## Култ
Според неканоничното Протоевангелие на Яков Анна и нейният съпруг Йоаким са посетени от ангел, който им съобщава, че ще имат дете. Анна обещава да посвети детето си на служба на Бога и на тригодишна възраст Мария е отведена във Втория храм. Историята е подобна на тази на Самуил, чиято майка също дълго време е бездетна и се нарича Ханна. Разказът на Протоевангелието на Яков е приет от Римокатолическата църква едва през ХIII век, като Анна е официално канонизирана през 1854 г. Източноправославната църква приема света Анна още от VI век, като тя и Йоаким са наричани Свети и праведни богоотци. Култът към светицата се разпространява широко през VI век, когато в Константинопол е построена първата черква, носеща нейното име. Тя е смятана за покровителка на полуостровите Квебек и Бретан, както и на родилките и миньорите, на брака, на майчинството, на семейството, на бременните, девиците и вдовиците.
У нас има няколко храма, посветени на света Анна – както към Българската православна църква, така и към Католическата църква в България.
Храмовете към БПЦ са следните:
- енорийската черква „Света Анна“ в село Яна, Софийска епархия – храмът е от XIX век[2];
- енорийската черква „Света Анна“ в село Гърмен, Гоце Делчев, Неврокопска епархия – храмът е осветен през 1994 година от Неврокопския митрополит Натанаил[3];
- параклис „Света Анна“ в село Априлово, Бобов дол, Старозагорска епархия – храмът е осветен през 2017 година от Старозагорския митрополит Киприян[4];
- параклис „Света Ана”, Казанлък, Старозагорска епархия – намира се в двора на общинската болница в Казанлък „Д-р Христо Стамболски”. Осветен е през 2005 година от тогавашния Старозагорски митрополит Галактион[5];
- параклис „Успение на света Анна“, Асеновград, Пловдивска епархия – намира се до параклиса „Свети Василий Велики“. Преди е бил част от комплекса към старата и величествена черква „Света Марина“, разрушена от комунистите през 60-те години[6][7];
- параклис „Света Ана”, село Крепост, Пловдивска епархия – храмът е осветен през 1876 година[8];
- параклис „Света Ана”, село Тракиец, Пловдивска епархия – към храма има аязмо[9].

Храмовете към Католическата църква са следните:
- енорийската черква „Света Анна“ в Шумен, част от Софийската епархия за католиците от византийския обред – храмът е осветен през 1996 година от епископ Христо Пройков;
- енорийската черква „Света Анна“ в село Малчика, част от Никополската епархия за католиците от латинския обред в Северна България - храмът е построен през 1855 година;
- енорийската черква „Непорочно зачатие на Дева Мария“ в село Ореш, част от Никополската епархия за католиците от латинския обред в Северна България – построен е през XIX век и е посветен на зачатието на света Анна с дъщеря ѝ Богородица;
- енорийската черква „Непорочно зачатие на Дева Мария“ в град Раковски, част от Софийско-пловдивската епархия за католиците от латинския обред в Южна България – построен е в началото на XX век и е посветен на зачатието на света Анна с дъщеря ѝ Богородица.

## Поверия, обичаи и ритуали
- Нощта срещу празника се смята за най-дългата в годината (по стар стил празникът се е празнувал на 22 декември, денят на зимното слънцестоене). В Македония разказват, че на този ден 7 светии понасят Слънцето на ръце и го „завъртат към пролет“, а на св. Вартоломей (11 юни) „го завъртат към зимата“. На други места вярват, че обратното завъртане към зима става на Еньовден, 24 юни, когато св. Иван намята кожуха и се стяга за зима.
- Денят започва да расте (колкото просено зърно или колкото скок на тригодишен елен). Ражда се нещо ново, нова светлина, ново време, Нова година, нов късмет.
- Жените варят и раздават жито и царевица, за да растат посевите през деня.
- Някои стопани въвеждат в къщата прасе, защото то рие напред, а това е знак, че и всичко, с което се захване човек, ще върви.
- Насаждат се кокошки за пръв път, за да се излюпят всички яйца.
- Вярва се, че всички магии, изказани в тази нощ, са успешни. Най-подходящото място за тях са гробищата.
- Магьосници, преобразени като мушици, обикалят къщите и причиняват беди. Ако някой убие мушица над свещта, вярва се, че е била магьосница.
- Магьосници отнемат от нивите чуждото плодородие, от овцете и кравите – млякото. За да се предпазят, жените мажат виметата на животните със смес от въглен, чесън и мазнина. Градините и нивите се пръскат с пепел и просо против магии.
- Девойки се събират вкъщи да бранят посевите от магии. Вечерта слагат под печката жито и сол, а на другата сутрин захранват със солта домашните животни и вярват, че ще ги предпазат.
- Вярва се, че в тази нощ магьосниците свалят и „издояват“ луната, превърната в шарена крава.
- Пред всяка врата на къщата се пали купчина говежди тор – пушекът гони злите демони надалеч.

- Млади жени и бременни не трябва да работят на този ден, за да раждат по-лесно.
- Майките не бива да работят, за да не се разболеят децата.
- Не се боядисват дрехи. Според поверието на този ден започват родилните мъки на Богородица и затова тя си е боядисала дрехите в черно.
- Забранява се работа с вълна, за да се раждат живи агънца, за да не окуцяват домашните животни, за да не нападат вълци стадата и овчарите.
- На места денят се смята за лош и опасен. Света Анна е празник на самодивите, затова мъжете не излизат извън село, за да не срещнат прекрасните, но зли създания.

- Следи се какъв ще е полазникът, какъв късмет носи първият гост в къщата.
- Ако полазникът е мъж, през годината ще се раждат повече мъжки животни.
- Ако е добър човек, годината ще е здрава и плодородна.
- Моми гадаят как ще се оженят. Вечерта преди празника засяват символично зърна в гърне, пълно с вода. Във водата слагат клонки от вишна или ябълка. Ако до Нова година семената покълнат или клонките се разлистят, това е знак за скорошна сватба.
- Ако кокошка прескочи къщния праг, годината ще е несполучлива, защото кокошката рие с краката назад.